# NGC 5701
NGC 5701 ist eine spiralförmige Ringgalaxie des Typs (R)SBa im Sternbild Jungfrau, welche etwa 68 Millionen Lichtjahre von der Milchstraße entfernt ist.
Die Galaxie wurde am 29. April 1786 vom deutsch-britischen Astronomen William Herschel entdeckt.

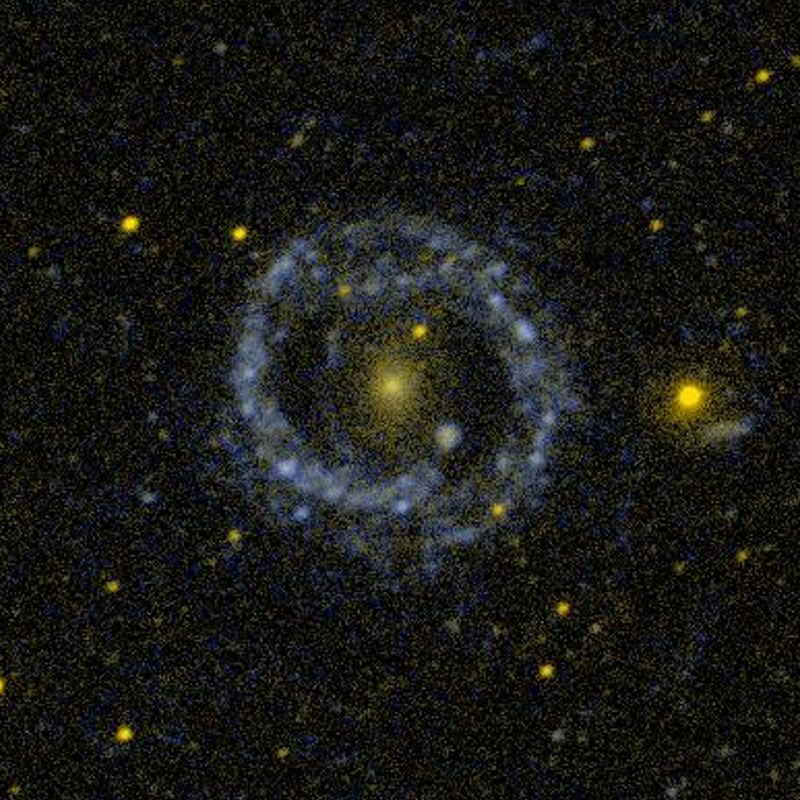
UV-Aufnahme durch GALEX